# Upplands runinskrifter 878
Upplands runinskrifter 878 är en vikingatida runsten av röd granit som stått i Möjbro, Hagby socken och Uppsala kommun. Runstenen fanns på 1600-talet på ett gärde men var 1727 flyttad till prästgården. Efter det var stenen försvunnen. Två fragment av runstenen återfanns 1930 och 1931 och fördes till Hagby kyrka. Endast ett av dessa fragment kvarstod emellertid vid en inventering 1941. Det återstående runstensfragmentet är 0,65 gånger 0,47 meter. Runhöjden är 9 centimeter.

## Inskriften
Translitterering av runraden:
[ioþkirþ × l]it × raisa × st[ain × iftr × olaf × bunta × sin × auk × fastlauk × auk × þorun × iftiʀ × faþur × sin ×]
Normalisering till runsvenska:
Þorgærð(?) let ræisa stæin æftiʀ Olaf, bonda sinn, ok Fastlaug ok Þorunn æftiʀ faður sinn.
Översättning till nusvenska:
Torgärd (?) lät resa stenen efter Olov, sin man, och Fastlög och Torunn efter sin fader.